# La scomparsa di miss Drake
La scomparsa di miss Drake (Okay America!) è un film del 1932 diretto da Tay Garnett.

## Trama
Film biografico sull'ascesa alla fama di Walter Winchell, un giornalista di gossip degli anni '30.